# Марущенко Володимир Станіславович
Володи́мир Станісла́вович Маруще́нко (нар. 25 грудня 1967, смт Полянка, Баранівського району, Житомирської області) — український політик; колишній народний депутат України; перший заступник голови ХДС (з грудня 2007 року); директор громадської організації «Інститут християнської демократії» (з грудня 2002 року).

## Освіта
- Київський державний педагогічний інститут (1993).
- Міжгалузевий інститут післядипломної освіти, факультет «Ринкова економіка і підприємницьке право» (1993—1995).

## Кар'єра
- 1985—1986 — учень ТУ  31 м. Києва.
- 1986—1988 — токар 4-го розряду Електрофарфорового заводу ім. 8 березня, смт Полянка.
- 1988—1993 — студент історичного факультету Київського педагогічного інституту.
- 1993—1995 — учитель історії Гімназії ім. Т. Шевченка м. Києва.
- 1995—1999 — аспірант Інституту держави і права НАНУ.
- 1995—1998 — юрист Адвокатської контори «Коннов і Кліванський» та адвокатського бюро компанії «О. К.».
- 1998—2006 — юрист ТОВ «МП Екопатруль».

## Політична діяльність
Квітень 2002 року — кандидатом у народні депутати України від Блоку Віктора Ющенка «Наша Україна», № 110 в списку. На час виборів: юрист ТОВ «МП Екопатруль», член ХДС.
Народний депутат України V скликання з квітня 2006 до червня 2007 року від Блоку «Наша Україна», № 38 в списку. На час виборів: керівник юридичного відділу ТОВ «МП Екопатруль», член ХДС. Член Комітету з питань Регламенту, депутатської етики та забезпечення діяльності Верховної Ради України (з липня 2006 року). Член фракції Блоку «Наша Україна» (з квітня 2006 року). Склав депутатські повноваження 15 червня 2007 року.
Народний депутат України VI скликання з листопада 2007 до грудня 2012 року від Блоку «Наша Україна — Народна самооборона», № 65 в списку. На час виборів: заступник голови ХДС. Член фракції Блоку «Наша Україна — Народна самооборона» (з листопада 2007 року). Член Комітету з питань соціальної політики та праці (з грудня 2007 року), голова підкомітету з питань заробітної плати, індексації і компенсації грошових доходів населення та колективно-договірного регулювання соціально-трудових відносин (з січня 2008 року).
Член ХДПУ (1994). Член ХНС (з лютого 1997 року; з квітня 2003 року — ХДС).

## Особисте життя
Народився в сім'ї вчителів; українець; одружений; має двох синів.

## Інтерв'ю та публікації в ЗМІ
- Володимир Марущенко: ХДС — це нова енергетика, новий вимір [Архівовано 26 травня 2012 у Wayback Machine.] 2003 р. газета «Християнський Демократ»
- Трудовой кодекс против трудящихся [Архівовано 12 травня 2012 у Wayback Machine.] 2010 р. сайт АСД
- Новые идеи из старой Европы 2010 р. газета «Известия в Украине»